# Le Sang d'immortalité
Le Sang d'immortalité (titre original : Those Who Hunt the Night) est un roman d'horreur écrit par Barbara Hambly en 1988. Il obtient le prix Locus du meilleur roman d'horreur 1989.

## Résumé
Le XXe siècle vient de commencer et quelqu'un est en train de tuer les vampires de Londres. Contre l'avis de ses compagnons morts-vivants, Simon Ysidro, doyen des vampires londoniens, sollicite l'aide de James Asher, professeur d'Oxford et ancien espion du gouvernement britannique. Ysidro force la coopération d'Asher en menaçant la vie de Lydia, sa belle et jeune épouse.
À l'insu d'Ysidro, Asher est aidé par sa femme, une médecin à l'esprit très analytique. Alors qu'Asher rôde dans les rues et les cryptes de Londres avec Ysidro, pénétrant dans le sombre monde souterrain des morts-vivants, Lydia passe au peigne fin les registres de propriété et les journaux médicaux à la recherche d'indices pour découvrir qui possède les moyens et la raison de perpétrer ce massacre.
La théorie d'Asher est que le tueur doit être lui-même un vampire, capable de rester éveillé et actif pendant la journée. Lydia élabore une théorie sur la façon dont un tel vampire pourrait voir le jour. Ensemble, Asher et Ysidro se rendent à Paris pour rechercher l'aîné mythique de tous les vampires, le frère Anthony, qui pourrait être soit le tueur lui-même, soit la clé pour neutraliser définitivement le tueur.

## Éditions francophones
- Le Sang d'immortalité, Pocket, 1994 ((en) Those Who Hunt the Night), trad. Isabelle Glasberg, 320 p.  (ISBN 2266056948)coll. « Terreur », n° 9101
- Le Sang d'immortalité / Voyage avec les morts, Mnémos, 2010 ((en) Those Who Hunt the Night / Traveling with the Dead), trad. Isabelle Glasberg  (ISBN 9782354080761)

## Récompense
- Prix Locus du meilleur roman d'horreur 1989[2]

## Continuité
Quelques années après ce roman, Barbara Hambly reprend le personnage d'Asher et écrit plusieurs suites.
La série James Asher Chronicles comprend huit tomes. Le deuxième tome sort sept ans après le premier. Intitulé Travelling with the Dead, il est traduit en 1996 sous le titre Voyage avec les morts aux éditions Pocket. Alors que la Première guerre mondiale est prête à éclater, l'ancien espion reprend du service pour découvrir qui engage des vampires pour le conflit à venir. Les autres romans n'ont pas été traduits en français. Le huitième et dernier tome, Prisoner of Midnight, est sorti en 2019.